# Marie-Anne Fragonard
Marie-Anne Fragonard, née Marie-Anne Gérard, est une peintre miniaturiste française née à Grasse en 1745, morte à Paris en 1823.

## Biographie
Peintre miniaturiste, elle épouse en 1769 le peintre Jean-Honoré Fragonard, originaire de Grasse également. Elle est la collaboratrice du peintre installé au Louvre : elle exécute une partie ou des morceaux des tableaux signés Jean-Honoré Fragonard. D'une touche libre et rapide, son style est proche de celui du peintre.
Elle réalise également des miniatures. Au XVIIIe siècle, celles-ci sont exposées et mises en vente sous son nom, Marie-Anne Fragonard. Par la suite, elles sont attribuées à Jean-Honoré Fragonard. L'historien Pierre Rosenberg restitue la paternité à Marie-Anne Fragonard .
En 1775, sa jeune sœur Marguerite Gérard (1761-1837) rejoint l'atelier familial au Louvre. Marguerite Gérard rencontre le succès dès les années 1780. Elle trouve son indépendance stylistique et financière.
En 1793, Marguerite Gérard réalise le portrait de sa sœur Marie-Anne portant la cocarde révolutionnaire (Miniature ovale sur carton, 13x10cm, Musée d'art antique, Turin),.

## Œuvres

Huiles de Marie-Anne Fragonard
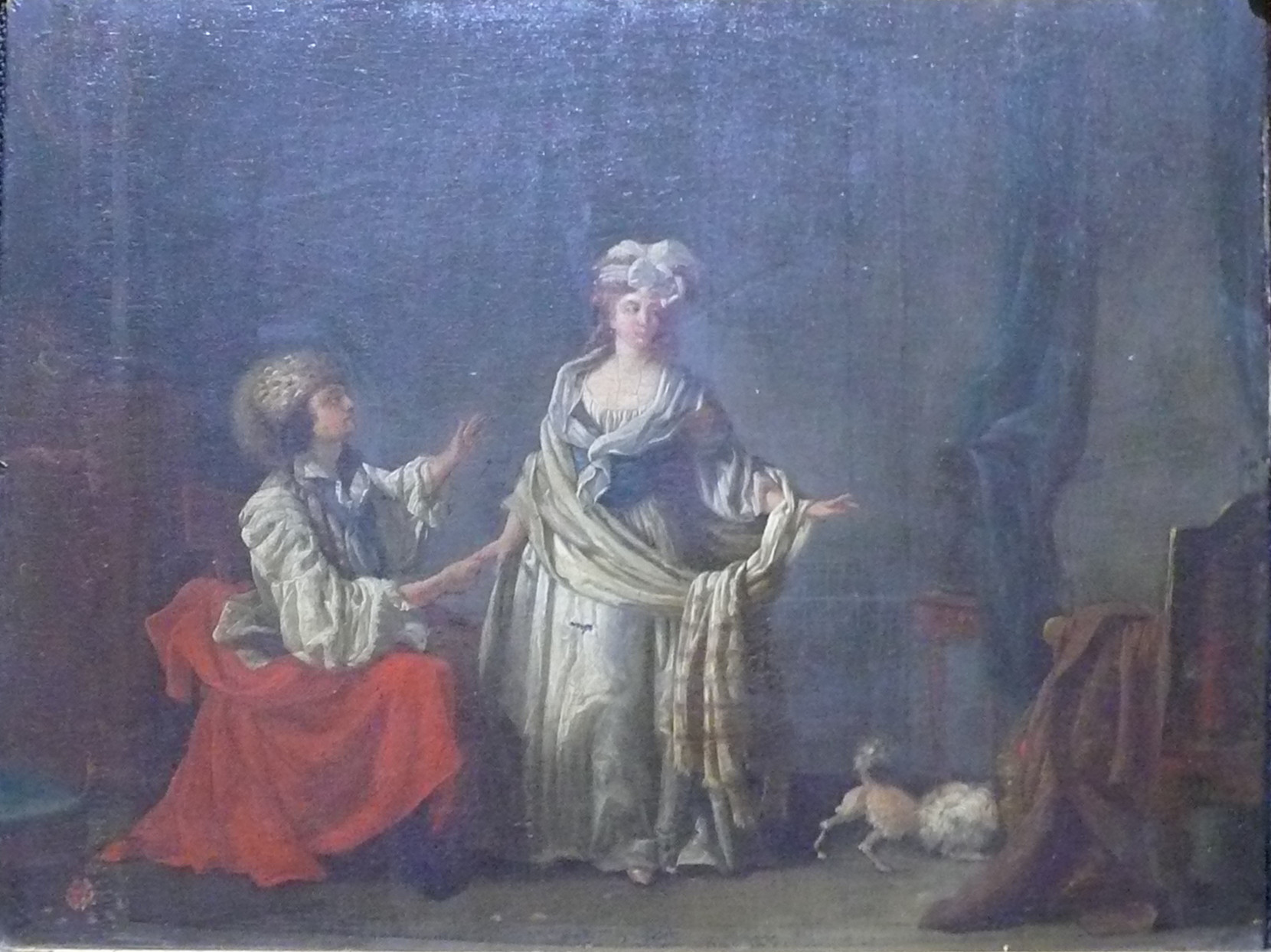
Scène galante ou l'amoureux surpris,Musée d'art et d'histoire de Cholet, Cholet.

## Interprétation en gravure
- Mort de Madame de Tourvel, gravure de Philippe Trière d'après Marie-Anne Fragonard pour Les Liaisons dangereuses de Pierre Choderlos de Laclos, Londres, 1796.